# Бренда (родовище)
Бренда (англ. Brenda) — мідно-порфірове родовище у Канаді, провінція Британська Колумбія, за 22 км на північний захід від міста Пічленд. Відкрите у 1947 році, експлуатується з 1969 року.

## Характеристика
Зруденіння приурочене до західної окраїни штоку юрських ґранодіоритів, які проривають осадові і вулканогенні породи верхнього тріасу. Промислові прожилкові руди залягають у вигляді зони близької до меридіального простягання, її довжина 780 м, ширина 450 м, глибина 270 м. Головні рудні мінерали — халькопірит, молібденіт. Запаси руди (доведені та імовірні) понад 128 млн т з вмістом Cu 0,14 %, Мо 0,03 % (1981).

## Технологія розробки
Родовище розробляється відкритим способом. Флотацією до концентратів вилучається 91 % Cu і 82 % Мо. Молібденовий концентрат містить 55,6 % Мо. Експорт до країн Європи, Південної Америки та Японії.